# Mecodinops fusifera
Mecodinops fusifera là một loài bướm đêm trong họ Noctuidae.